# Opopaea viamao
Opopaea viamao is een spinnensoort in de taxonomische indeling van de Dwergcelspinnen (Oonopidae).
Het dier behoort tot het geslacht Opopaea. De wetenschappelijke naam van de soort werd voor het eerst geldig gepubliceerd in 2003 door Ott.